# هجوم مترو سانت بطرسبرغ 2017
هجوم مترو سانت بطرسبرغ 2017 على محطة سينايا بلوشاد في مترو سانت بطرسبرغ وقع في 3 أبريل 2017. كان قد أُعلن في البداية عن مقتل تسعة أشخاص، إلا أنه في وقت لاحق توفي شخصان آخران متأثران بجروحهما. أصيب ما لا يقل عن 50 آخرين بجراح في الحادث. وكانت العبوة الناسفة موجودة في حقيبة. كما عُثر على عبوة ناسفة أخرى في قطار في محطة مترو أخرى وقد أُبطل مفعولها.

## الهجوم
في 3 أبريل 2017، وقع انفجار في قطار بمترو سانت بطرسبرغ بين محطتي سينايا بلوشاد وتيخنولوغيتشيسكي إنستيتوت. وذكر أن العبوة كانت مملوءة بشظايا. وعقب ورود تقارير عن الانفجار، أغلقت جميع محطات مترو سانت بطرسبرغ.

## ردود الفعل
كان الرئيس الروسي فلاديمير بوتين في المدينة عندما وقع الهجوم، وتعهد بإجراء تحقيق شامل. وخلال اجتماع غير ذي صلة مع رئيس روسيا البيضاء ألكسندر لوكاشينكو، ذكر بوتين أنهم «ينظرون في جميع الأسباب الممكنة، بما فيها الإرهاب».
- وأعرب عمدة موسكو سيرغي سوبيانين عن تعازيه لضحايا الهجوم وأمر بتعزيز الإجراءات الأمنية حول البنية التحتية للنقل في العاصمة، وفقًا لما ذكرته السكرتيرة الصحفية للعمدة وحكومة المدينة غولنارا بينكوفا.[6]
- وقدمت العديد من الشخصيات الدولية التعازي والمواساة لأولئك المعنيين، بما في ذلك رئيس الوزراء الروسي دميتري ميدفيديف،[6] وممثلو الدنمارك،[12] وبولندا،[13][14] وجورجيا،[15][16] والمملكة المتحدة، والناتو، ومفوضية الاتحاد الأوروبي.[17]
- وصف رئيس جمهورية الشيشان رمضان قديروف الانفجار بمترو الأنفاق «بالعمل الإرهابي الوحشي» ودعا إلى تحديد هوية الجناة ومعاقبتهم.[6]
- إيران: أدان المتحدث باسم الخارجیة الایرانیة بهرام قاسمی بشدة التفجیر الارهابی فی روسیا، معربا عن تعاطفه مع روسیا حكومة وشعبا ومع ذوی ضحایا هذا الحادث المؤسف. وأضاف: «نذكّر من جدید بضرورة بذل جهد دولی مشترك للتصدی الجاد للإرهاب بعیدا عن دوافعه ونعتقد بان لا سبیل لاقتلاع جذور هذه الجرائم الخبیثة والوحشیة سوي بعقد جمیع الدول والمنظمات الدولیة عزمها وارادتها الجادة علي ذلك أو الإجماع الدولی بعبارة اخري».[18]

## معرض صور

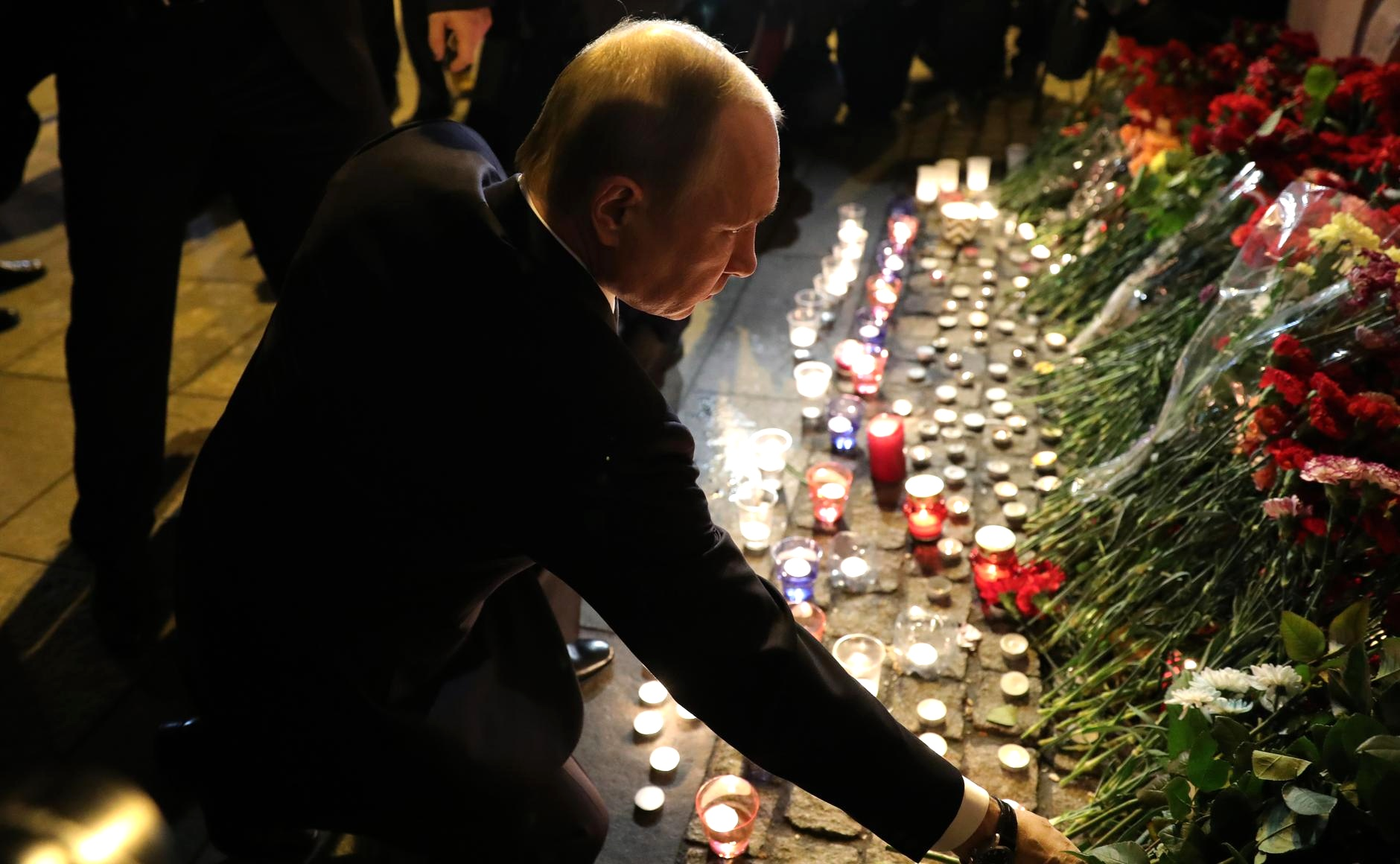
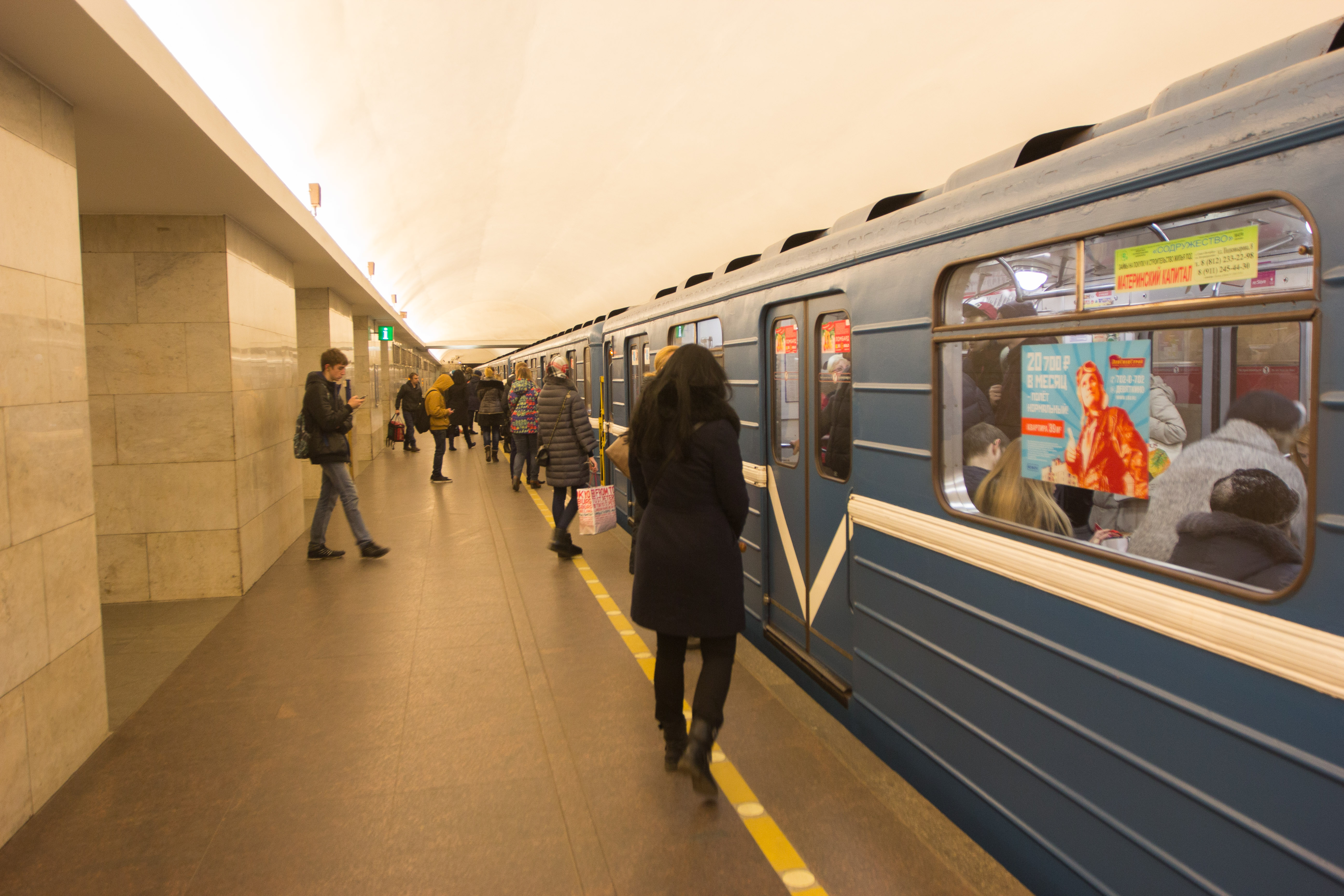
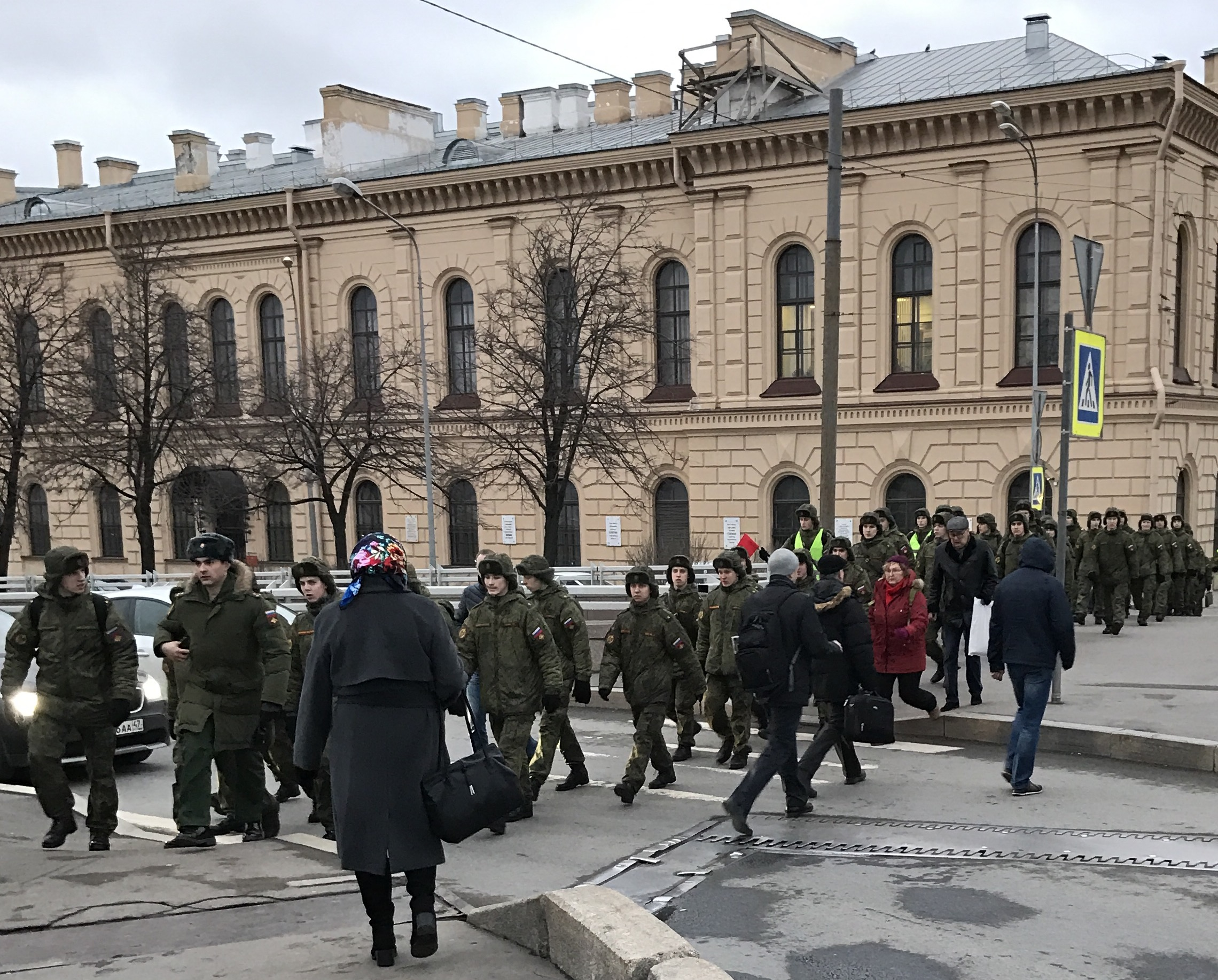